# Nainereis laevigata
Nainereis laevigata är en ringmaskart som först beskrevs av Grube 1855.  Nainereis laevigata ingår i släktet Nainereis och familjen Orbiniidae. Inga underarter finns listade i Catalogue of Life.